# 17022 Huisjen
17022 Huisjen (1999 DN7) là một tiểu hành tinh vành đai chính được phát hiện ngày 18 tháng 2 năm 1999 bởi Lowell Observatory Near-Earth Object Search ở Trạm Anderson Mesa.